# Vídeňský trojlístek

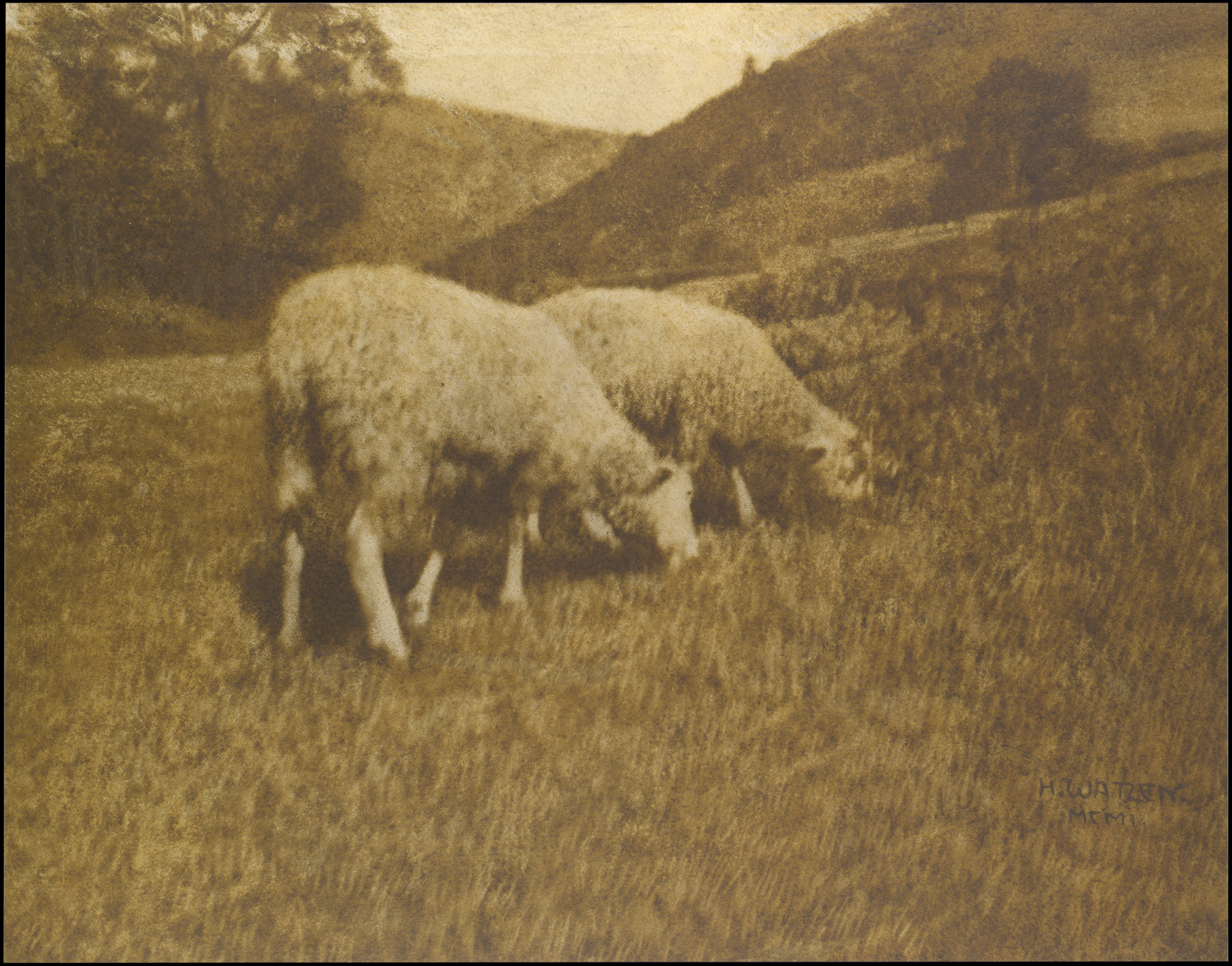
Hans Watzek: Ovce, 1901

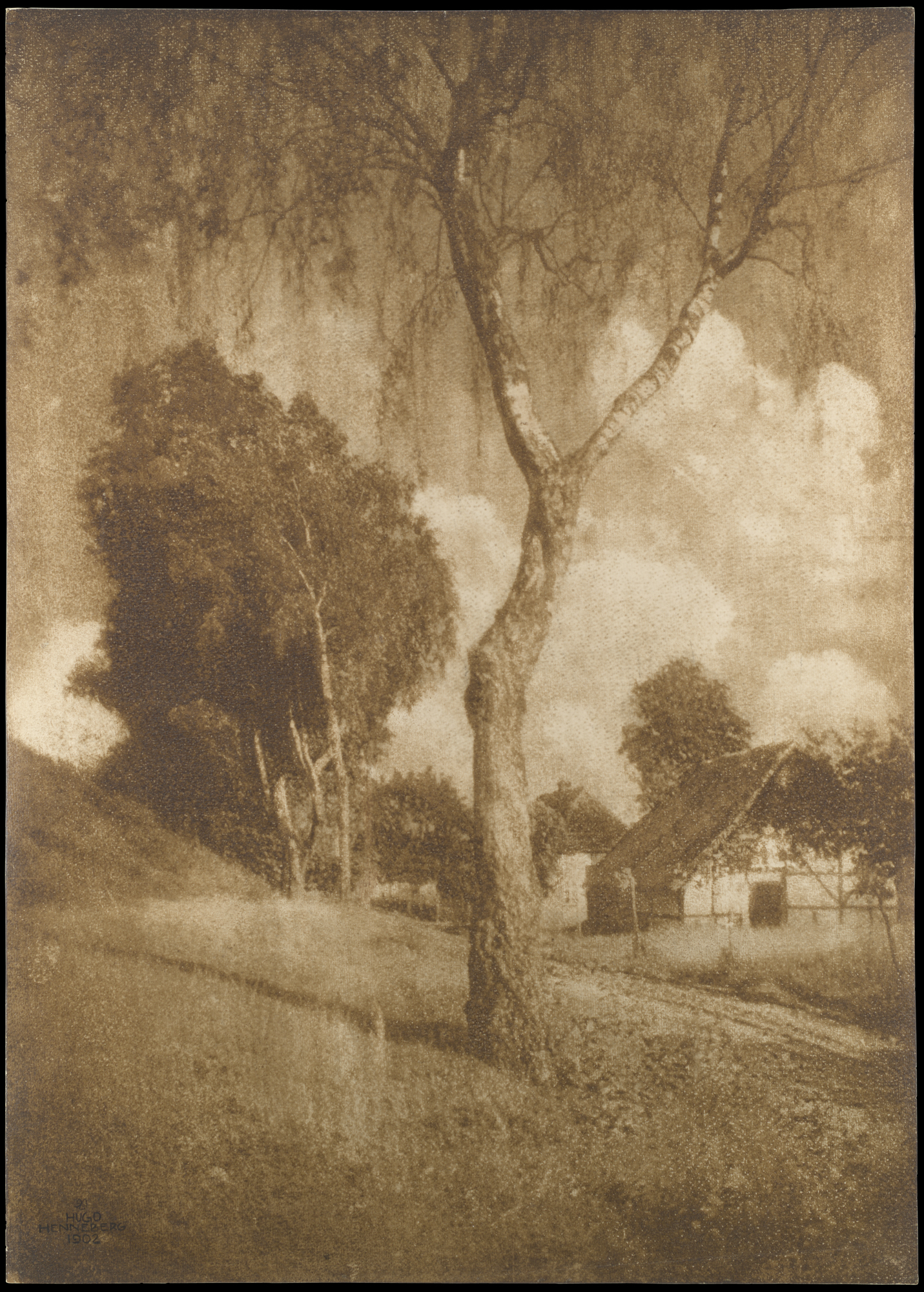
Hugo Henneberg: Motiv z Pomořanska, asi 1895-96, vytištěno 1902

Do spolku Vídeňský trojlístek (1897–1903) patřili rakouští fotografové Heinrich Kühn, profesor Hans Watzek a Hugo Henneberg. Hlásili se k piktorialismu a byli zastánci uznání fotografie jako uměleckého výrazového prostředku. Vylepšili kombinovanou techniku vícenásobné vrstvené gumy – gumotisk, což umožnilo dříve netušeným způsobem tvůrčí vliv na obraz a barevnou manipulaci. Výsledné tisky měly bohatou a zajímavou texturu a dávaly dojem prostorové hloubky. Pro jejich díla je často typická malířská neostrost, obzvláště u jejich náladových snímků krajin.

## Historie
Všichni tři umělci se seznámili díky Klubu amatérských fotografů ve Vídni („Club der Amateurphotographen in Wien" přejmenovaný v roce 1893 na „Wiener Camera Club"), kde byl Hans Watzek od roku 1893 až do své smrti členem představenstva.
Spolek Vídeňský trojlístek vznikl roku 1897, v němčině zněl název „Wiener Kleeblatt" nebo obecněji „Wiener Trifolium". Jejich díla byla signována třemi jetelovými lístky jako vyjádření jejich společné práce. Fotografové organizovali společné výstavy, pořádali turné po Německu, Itálii a Nizozemsku. Jejich tvorba mimo jiné ovlivnila dílo rakouského fotografa českého původu Rudolfa Koppitze.
Watzek s Hugo Hennebergem a Heinrichem Kühnem vylepšili kombinovanou technikou vícenásobné vrstvené gumy – gumotisk. To umožnilo dříve netušeným způsobem tvůrčí vliv na obraz a barevnou manipulaci. Výsledné tisky měly bohatou a zajímavou texturu a dávaly dojem prostorové hloubky.
Po nesčetných pokusech… vylepšili jednoduchou metodu gumotisku a vynalezli kombinovaný tisk. Jejich krédem bylo, že by se fotografie měla brát vážně vedle malířství jako umělecká forma. Pro díla Trojlístku jsou proto často typická malířská neostrost, obzvláště u jejich náladových snímků krajin.
Watzek, Henneberg a Kühn podnikali pravidelné studijní cesty, mimo jiné k Bodamskému jezeru, Gardskému jezeru, k Severnímu moři nebo do Tyrolska, kde hledali vhodné motivy pro své krajinářské snímky.
Předčasná smrt Hanse Watzka na onemocnění cév v roce 1903 vedla k rozpuštění Vídeňského trojlístku a také Hugo Henneberg se přestal fotografii věnovat.